# Světový pohár v biatlonu 2009/2010
Světový pohár v biatlonu 2009/2010 byl 33. ročník Světového poháru pořádaný Mezinárodní biatlonovou unií (IBU). Sezóna začala 2. prosince 2009 ve švédském Östersundu a skončila 21. března 2010 v ruském Chanty-Mansijsku. Součástí sezóny byly také závody v rámci Zimních olympijských her 2010 v kanadském Vancouveru a smíšená štafeta na mistrovství světa.
Celkové vítězství z předchozí sezóny obhajovali Nor Ole Einar Bjørndalen a Švédka Helena Jonssonová, ani jeden však prvenství neobhájil. Mezi muži triumfoval jiný Nor Emil Hegle Svendsen, mezi ženami se radovala Němka Magdalena Neunerová.

## Program
Kompletní program Světového poháru v biatlonu 2009/2010:
| Místo konání      | Datum konání          | Sprint | Stíhací závod | Závod s hromadným startem | Vytrvalostní závod | Štafeta | Smíšená štafeta |
| ----------------- | --------------------- | ------ | ------------- | ------------------------- | ------------------ | ------- | --------------- |
| Östersund         | 2.–6. prosince 2009   | ●      |               |                           | ●                  | ●       |                 |
| Hochfilzen        | 11.–13. prosince 2009 | ●      | ●             |                           |                    | ●       |                 |
| Pokljuka          | 17.–20. prosince 2009 | ●      | ●             |                           | ●                  |         |                 |
| Oberhof           | 6.–10. ledna 2010     | ●      |               | ●                         |                    | ●       |                 |
| Ruhpolding        | 13.–17. ledna 2010    | ●      |               | ●                         |                    | ●       |                 |
| Anterselva        | 20.–24. ledna 2010    | ●      | ●             |                           | ●                  |         |                 |
| Vancouver (ZOH)   | 13.–26. února 2010    | ●      | ●             | ●                         | ●                  | ●       |                 |
| Kontiolahti       | 12.–14. února 2010    | ●      | ●             |                           |                    |         | ●               |
| Oslo Holmenkollen | 18.–21. února 2010    | ●      | ●             | ●                         |                    |         |                 |
| Chanty-Mansijsk   | 25.–27. března 2010   | ●      |               | ●                         |                    |         |                 |
| Chanty-Mansijsk   | 28. března 2010       |        |               |                           |                    |         | ●               |
| Celkově           | Celkově               | 10     | 6             | 5                         | 4                  | 5       | 2               |

## Pořadí Světového poháru

### Celkové pořadí
| Muži   | Muži                 | Muži |
| Pořadí | Jméno                | Body |
| ------ | -------------------- | ---- |
| 1.     | Emil Hegle Svendsen  | 828  |
| 2.     | Christoph Sumann     | 813  |
| 3.     | Ivan Čerezov         | 758  |
| 4.     | Jevgenij Ustjugov    | 611  |
| 5.     | Martin Fourcade      | 578  |
| 6.     | Dominik Landertinger | 556  |
| 7.     | Simon Fourcade       | 547  |
| 8.     | Simon Eder           | 544  |
| 9.     | Arnd Peiffer         | 542  |
| 10.    | Ole Einar Bjørndalen | 521  |
| 29.    | Michal Šlesingr      | 312  |
| 37.    | Jaroslav Soukup      | 211  |
| 64.    | Tomáš Holubec        | 68   |
| 66.    | Ondřej Moravec       | 64   |
| 77.    | Roman Dostál         | 37   |

| Ženy   | Ženy                            | Ženy |
| Pořadí | Jméno                           | Body |
| ------ | ------------------------------- | ---- |
| 1.     | Magdalena Neunerová             | 933  |
| 2.     | Simone Hauswaldová              | 854  |
| 3.     | Helena Ekholmová                | 813  |
| 4.     | Andrea Henkelová                | 781  |
| 5.     | Anna Carin Olofssonová-Zideková | 775  |
| 6.     | Darja Domračevová               | 770  |
| 7.     | Kati Wilhelmová                 | 733  |
| 8.     | Olga Zajcevová                  | 719  |
| 9.     | Marie-Laure Brunetová           | 682  |
| 10.    | Teja Gregorinová                | 588  |
| 58.    | Zdeňka Vejnarová                | 70   |
| 63.    | Veronika Vítková                | 53   |
| 97.    | Barbora Tomešová                | 5    |

## Světový pohár – pódiové umístění

### Muži
| Č.  | Datum             | Místo           | Disciplína         | Délka   | Vítěz                | Druhé místo          | Třetí místo          | Žlutý trikot (po závodě) |
| --- | ----------------- | --------------- | ------------------ | ------- | -------------------- | -------------------- | -------------------- | ------------------------ |
| 1.  | 3. prosince 2009  | Östersund       | vytrvalostní závod | 20 km   | Emil Hegle Svendsen  | Tim Burke            | Christoph Sumann     | Svendsen                 |
| 2.  | 5. prosince 2009  | Östersund       | sprint             | 10 km   | Ole Einar Bjørndalen | Emil Hegle Svendsen  | Tim Burke            | Svendsen                 |
| 3.  | 11. prosince 2009 | Hochfilzen      | sprint             | 10 km   | Ole Einar Bjørndalen | Nikolaj Kruglov      | Jevgenij Usťugov     | Svendsen                 |
| 4.  | 12. prosince 2009 | Hochfilzen      | stíhací závod      | 12,5 km | Emil Hegle Svendsen  | Simon Eder           | Ole Einar Bjørndalen | Svendsen                 |
| 5.  | 17. prosince 2009 | Pokljuka        | vytrvalostní závod | 20 km   | Christoph Sumann     | Simon Fourcade       | Alexander Os         | Sumann                   |
| 6.  | 19. prosince 2009 | Pokljuka        | sprint             | 10 km   | Ivan Čerezov         | Dominik Landertinger | Thomas Frei          | Sumann                   |
| 7.  | 20. prosince 2009 | Pokljuka        | stíhací závod      | 12,5 km | Jevgenij Usťugov     | Roland Lessing       | Simon Eder           | Birke                    |
| 8.  | 9. ledna 2010     | Oberhof         | sprint             | 10 km   | Jevgenij Usťugov     | Michael Greis        | Carl Johan Bergman   | Usťugov                  |
| 9.  | 10. ledna 2010    | Oberhof         | hromadný start     | 15 km   | Ole Einar Bjørndalen | Tim Burke            | Tomasz Sikora        | Birke                    |
| 10. | 14. ledna 2010    | Ruhpolding      | sprint             | 10 km   | Emil Hegle Svendsen  | Ole Einar Bjørndalen | Michael Greis        | Usťugov                  |
| 11. | 16. ledna 2010    | Ruhpolding      | hromadný start     | 15 km   | Emil Hegle Svendsen  | Jevgenij Usťugov     | Simon Eder           | Usťugov                  |
| 12. | 21. ledna 2010    | Anterselva      | vytrvalostní závod | 20 km   | Sergej Sedněv        | Daniel Mesotitsch    | Alexis Bœuf          | Usťugov                  |
| 13. | 23. ledna 2010    | Anterselva      | sprint             | 10 km   | Arnd Peiffer         | Dominik Landertinger | Christoph Stephan    | Usťugov                  |
| 14. | 24. ledna 2010    | Anterselva      | stíhací závod      | 12,5 km | Daniel Mesotitsch    | Arnd Peiffer         | Dominik Landertinger | S. Fourcade              |
| 15. | 14. února 2010    | Vancouver (OH)  | sprint             | 10 km   | Vincent Jay          | Emil Hegle Svendsen  | Jakov Fak            | Svendsen                 |
| 16. | 16. února 2010    | Vancouver (OH)  | stíhací závod      | 12,5 km | Björn Ferry          | Christoph Sumann     | Vincent Jay          | Sumann                   |
| 17. | 18. února 2010    | Vancouver (OH)  | vytrvalostní závod | 20 km   | Emil Hegle Svendsen  | Ole Einar Bjørndalen | Sergej Novikov       | Svendsen                 |
| 18. | 21. února 2010    | Vancouver (OH)  | hromadný start     | 15 km   | Jevgenij Usťugov     | Martin Fourcade      | Pavol Hurajt         | Usťugov                  |
| 19. | 13. března 2010   | Kontiolahti     | sprint             | 10 km   | Ivan Čerezov         | Emil Hegle Svendsen  | Martin Fourcade      | Svendsen                 |
| 20. | 14. března 2010   | Kontiolahti     | stíhací závod      | 12,5 km | Martin Fourcade      | Christian De Lorenzi | Vincent Jay          | Svendsen                 |
| 21. | 18. března 2010   | Holmenkollen    | sprint             | 10 km   | Martin Fourcade      | Maxim Čudov          | Christoph Sumann     | Svendsen                 |
| 22. | 20. března 2010   | Holmenkollen    | stíhací závod      | 12,5 km | Martin Fourcade      | Simon Schempp        | Ivan Čerezov         | Svendsen                 |
| 23. | 21. března 2010   | Holmenkollen    | hromadný start     | 15 km   | Ivan Čerezov         | Christoph Sumann     | Emil Hegle Svendsen  | Svendsen                 |
| 24. | 26. března 2010   | Chanty-Mansijsk | sprint             | 10 km   | Ivan Čerezov         | Christian De Lorenzi | Andrij Deryzemlja    | Svendsen                 |
| 25. | 27. března 2010   | Chanty-Mansijsk | hromadný start     | 15 km   | Dominik Landertinger | Arnd Peiffer         | Halvard Hanevold     | Svendsen                 |

### Ženy
| Č.  | Datum             | Místo           | Disciplína         | Délka   | Vítězka                  | Druhé místo                | Třetí místo                | Žlutý trikot (po závodě) |
| --- | ----------------- | --------------- | ------------------ | ------- | ------------------------ | -------------------------- | -------------------------- | ------------------------ |
| 1.  | 2. prosince 2009  | Östersund       | vytrvalostní závod | 15 km   | Helena Jonssonová        | A-C Olofssonová-Zideková   | Darja Domračevová          | Jonssonová               |
| 2.  | 5. prosince 2009  | Östersund       | sprint             | 7,5 km  | Tora Bergerová           | Olga Medvedcevová          | Kaisa Mäkäräinenová        | Jonssonová               |
| 3.  | 11. prosince 2009 | Hochfilzen      | sprint             | 7,5 km  | A-C Olofssonová-Zideková | Helena Jonssonová          | Olga Zajcevová             | Jonssonová               |
| 4.  | 12. prosince 2009 | Hochfilzen      | stíhací závod      | 10 km   | Helena Jonssonová        | Světlana Slepcovová        | Olga Zajcevová             | Jonssonová               |
| 5.  | 17. prosince 2009 | Pokljuka        | vytrvalostní závod | 15 km   | Helena Jonssonová        | A-C Olofssonová-Zideková   | Anastasia Kuzminová        | Jonssonová               |
| 6.  | 19. prosince 2009 | Pokljuka        | sprint             | 7,5 km  | Světlana Slepcovová      | Anna Bogalijová-Titovecová | Magdalena Neunerová        | Jonssonová               |
| 7.  | 20. prosince 2009 | Pokljuka        | stíhací závod      | 10 km   | Světlana Slepcovová      | Magdalena Neunerová        | Anna Bogalijová-Titovecová | Jonssonová               |
| 8.  | 8. ledna 2010     | Oberhof         | sprint             | 7,5 km  | Simone Hauswaldová       | Helena Jonssonová          | Ann Kristin Flatlandová    | Jonssonová               |
| 9.  | 10. ledna 2010    | Oberhof         | hromadný start     | 12,5 km | Andrea Henkelová         | Helena Jonssonová          | Tora Bergerová             | Jonssonová               |
| 10. | 13. ledna 2010    | Ruhpolding      | sprint             | 7,5 km  | A-C Olofssonová-Zideková | Olga Medvedcevová          | Magdalena Neunerová        | Jonssonová               |
| 11. | 16. ledna 2010    | Ruhpolding      | hromadný start     | 12,5 km | Helena Jonssonová        | Simone Hauswaldová         | Magdalena Neunerová        | Jonssonová               |
| 12. | 20. ledna 2010    | Anterselva      | vytrvalostní závod | 15 km   | Magdalena Neunerová      | Kati Wilhelmová            | Andrea Henkelová           | Jonssonová               |
| 13. | 22. ledna 2010    | Anterselva      | sprint             | 7,5 km  | Magdalena Neunerová      | Andrea Henkelová           | Sandrine Baillyová         | Jonssonová               |
| 14. | 24. ledna 2010    | Anterselva      | stíhací závod      | 10 km   | Andrea Henkelová         | Magdalena Neunerová        | Ann Kristin Flatlandová    | Jonssonová               |
| 15. | 13. února 2010    | Vancouver (OH)  | sprint             | 7,5 km  | Anastasia Kuzminová      | Magdalena Neunerová        | Marie Dorinová             | Jonssonová               |
| 16. | 16. února 2010    | Vancouver (OH)  | stíhací závod      | 10 km   | Magdalena Neunerová      | Anastasia Kuzminová        | Marie-Laure Brunetová      | Jonssonová               |
| 17. | 18. února 2010    | Vancouver (OH)  | vytrvalostní závod | 15 km   | Tora Bergerová           | Jelena Chrustalevová       | Darja Domračevová          | Jonssonová               |
| 18. | 21. února 2010    | Vancouver (OH)  | hromadný start     | 12,5 km | Magdalena Neunerová      | Olga Zajcevová             | Simone Hauswaldová         | Jonssonová               |
| 19. | 13. března 2010   | Kontiolahti     | sprint             | 7,5 km  | Darja Domračevová        | Olga Zajcevová             | Kati Wilhelmová            | Neunerová                |
| 20. | 14. března 2010   | Kontiolahti     | stíhací závod      | 10 km   | Darja Domračevová        | Magdalena Neunerová        | Simone Hauswaldová         | Neunerová                |
| 21. | 18. března 2010   | Holmenkollen    | sprint             | 7,5 km  | Simone Hauswaldová       | Darja Domračevová          | A-C Olofssonová-Zideková   | Neunerová                |
| 22. | 20. března 2010   | Holmenkollen    | stíhací závod      | 10 km   | Simone Hauswaldová       | Darja Domračevová          | A-C Olofssonová-Zideková   | Neunerová                |
| 23. | 21. března 2010   | Holmenkollen    | hromadný start     | 12,5 km | Simone Hauswaldová       | Vita Semerenková           | Magdalena Neunerová        | Neunerová                |
| 24. | 25. března 2010   | Chanty-Mansijsk | sprint             | 7,5 km  | Jana Romanovová          | Marie-Laure Brunetová      | Helena Jonssonová          | Neunerová                |
| 25. | 27. března 2010   | Chanty-Mansijsk | hromadný start     | 12,5 km | Magdalena Neunerová      | Sandrine Baillyová         | Anastasia Kuzminová        | Neunerová                |

### Mužská štafeta (4×7,5km)
| Č. | Datum             | Místo          | Vítězové                                                                    | Druhé místo                                                                 | Třetí místo                                                                      |
| -- | ----------------- | -------------- | --------------------------------------------------------------------------- | --------------------------------------------------------------------------- | -------------------------------------------------------------------------------- |
| 1. | 6. prosince 2009  | Östersund      | Francie Vincent Jay Vincent Defrasne Simon Fourcade Martin Fourcade         | Norsko Emil Hegle Svendsen Alexander Os Lars Berger Ole Einar Bjørndalen    | Rakousko Daniel Mesotitsch Simon Eder Dominik Landertinger Christoph Sumann      |
| 2. | 13. prosince 2009 | Hochfilzen     | Rakousko Simon Eder Daniel Mesotitsch Dominik Landertinger Christoph Sumann | Rusko Ivan Čerezov Jevgenij Usťugov Nikolay Kruglov Maxim Čoudov            | Německo Christoph Stephan Arnd Peiffer Michael Greis Simon Schempp               |
| 3. | 7. ledna 2010     | Oberhof        | Norsko Halvard Hanevold Tarjei Bø Emil Hegle Svendsen Ole Einar Bjørndalen  | Francie Vincent Jay Vincent Defrasne Simon Fourcade Martin Fourcade         | Německo Christoph Stephan Michael Greis Arnd Peiffer Simon Schempp               |
| 4. | 17. ledna 2010    | Ruhpolding     | Rusko Ivan Čerezov Anton Šipulin Maxim Čoudov Jevgenij Usťugov              | Norsko Halvard Hanevold Tarjei Bø Ole Einar Bjørndalen Emil Hegle Svendsen  | Rakousko Daniel Mesotitsch Friedrich Pinter Tobias Eberhard Dominik Landertinger |
| 5. | 26. února 2010    | Vancouver (OH) | Norsko Halvard Hanevold Tarjei Bø Emil Hegle Svendsen Ole Einar Bjørndalen  | Rakousko Simon Eder Daniel Mesotitsch Dominik Landertinger Christoph Sumann | Rusko Ivan Čerezov Anton Šipulin Maxim Čoudov Jevgenij Usťugov                   |

### Ženská štafeta (4×6km)
| Č. | Datum             | Místo          | Vítězové                                                                                      | Druhé místo                                                                       | Třetí místo                                                                                   |
| -- | ----------------- | -------------- | --------------------------------------------------------------------------------------------- | --------------------------------------------------------------------------------- | --------------------------------------------------------------------------------------------- |
| 1. | 6. prosince 2009  | Östersund      | Německo Martina Becková Andrea Henkelová Simone Hauswaldová Kati Wilhelmová                   | Rusko Světlana Slepcovová Anna Buliginová Olga Zajcevová Olga Medvedcevová        | Francie Marie-Laure Brunetová Sylvie Becaertová Marie Dorinová Sandrine Baillyová             |
| 2. | 13. prosince 2009 | Hochfilzen     | Rusko Světlana Slepcovová Anna Buliginová Jana Romanovová Olga Zajcevová                      | Francie Marie-Laure Brunetová Sylvie Becaertová Marie Dorinová Sandrine Baillyová | Švédsko Elisabeth Högbergová A-C Olofssonová-Zideková Anna Maria Nilssonová Helena Jonssonová |
| 3. | 6. ledna 2010     | Oberhof        | Rusko Anna Bogalijová-Titovecová Anna Buliginová Olga Medvedcevová Světlana Slepcovová        | Německo Martina Becková Simone Hauswaldová Tina Bachmann Andrea Henkelová         | Francie Marie-Laure Brunetová Sylvie Becaertová Marie Dorinová Sandrine Baillyová             |
| 4. | 15. ledna 2010    | Ruhpolding     | Švédsko Elisabeth Högbergová A-C Olofssonová-Zideková Anna Maria Nilssonová Helena Jonssonová | Rusko Jana Romanovová Anna Buliginová Olga Medvedcevová Olga Zajcevová            | Norsko Liv-Kjersti Eikelandová Ann Kristin Flatlandová Solveig Rogstadová Tora Bergerová      |
| 5. | 23. února 2010    | Vancouver (OH) | Rusko Světlana Slepcovová Anna Buliginová Olga Medvedcevová Olga Zajcevová                    | Francie Marie-Laure Brunetová Sylvie Becaertová Marie Dorinová Sandrine Baillyová | Německo Kati Wilhelmová Simone Hauswaldová Martina Becková Andrea Henkelová                   |

### Smíšená štafeta (2x6km + 2x7.5km)
| Č. | Datum           | Místo                | Vítězové                                                                  | Druhé místo                                                                            | Třetí místo                                                                       |
| -- | --------------- | -------------------- | ------------------------------------------------------------------------- | -------------------------------------------------------------------------------------- | --------------------------------------------------------------------------------- |
| 1. | 12. března 2010 | Kontiolahti          | Norsko Ann Kristin Flatlandová Tora Bergerová Halvard Hanevold Tarjei Bø  | Německo Kati Wilhelmová Magdalena Neunerová Erik Lesser Simon Schempp                  | Itálie Katja Hallerová Karin Oberhoferová Lukas Hofer Christian De Lorenzi        |
| 2. | 28. března 2010 | Chanty-Mansijsk (MS) | Německo Simone Hauswaldová Magdalena Neunerová Simon Schempp Arnd Peiffer | Norsko Ann Kristin Flatlandová Tora Bergerová Emil Hegle Svendsen Ole Einar Bjørndalen | Švédsko Helena Jonssonová A-C Olofssonová-Zideková Björn Ferry Carl Johan Bergman |